# Batalha de Deynile
Batalha de Deynile iniciou-se em 20 de outubro de 2011, no distrito controlado pelos rebeldes islamistas de Dayniile, localizado ao norte da capital Mogadíscio, durante uma uma ofensiva das tropas do governo somali e das forças de paz da União Africana (AMISOM) que assumiram o controle da área.

## Batalha
De acordo com o al-Shabab, as tropas burundianas da AMISOM começaram a bombardear indiscriminadamente a área com morteiros e roquetes pelos quais dezenas de civis perderam a vida. Pouco depois do fim do bombardeio, os militares burundianos começaram a avançar para o distrito de Dayniile. O al-Shabab tomou conhecimento dos movimentos quando foram informados por equipes de reconhecimento, o que lhes deu tempo suficiente para se preparar para um possível ataque terrestre. Quando as tropas burundianas avançaram ao longo de seus tanques e veículos blindados, caíram em uma emboscada dos militantes do al-Shabab, onde os combates duraram seis horas inteiras, até que a ofensiva militar foi repelida.
Os residentes locais afirmaram que os corpos de setenta soldados foram retirados da batalha e levados para a área de El-Maan, controlada pela Al-Shabab, para a cidade de Alamada, a 18 quilômetros da capital, onde os cadáveres foram exibidos publicamente a jornalistas e civis. Uma testemunha informou que os corpos de 63 soldados burundianos, todos mortos com tiros de bala na cabeça ou nos ombros, e trazidos em caminhões de Dayniile. Nenhum soldado somali foi dado como morto durante a batalha, com todos as baixas oriundas das forças do Burundi.

## Resultado
Ao todo, durante a batalha inicial, o al-Shabab alegou ter matado 150 soldados burundianos, mas só detinha os corpos de 76 sob sua custódia, a maior perda para as forças africanas na Somália. De acordo com a União Africana, a reivindicação foi rejeitada pela exibição de uma fileira de corpos de soldados mortos que alegavam ser tropas da UA, dizendo que o al-Shabab estava tentando espalhar propaganda e, na realidade, apenas dez soldados burundianos foram mortos e dois desapareceram na batalha. 